# Giorgia Meloni
Giorgia Meloni (tiếng Ý: [ˈdʒordʒa meˈloːni]; sinh 15 tháng 1 năm 1977) là một chính khách người Ý đang đương nhiệm chức thủ tướng của Ý từ ngày 22 tháng 10 năm 2022, và cũng là người phụ nữ đầu tiên giữ cương vị này. Bà trở thành thành viên Hạ viện Ý kể từ năm 2006, dẫn dắt Đảng Anh em Ý (FdI) từ năm 2014, và đảm nhiệm chức chủ tịch Đảng Cải lương và Bảo thủ Âu Châu từ năm 2020.
=150 triệu Kênh truyền hình toàn cầu Trung Quốc Kênh tiếng Tây Ban Nha == Kênh truyền hình toàn cầu Trung Quốc Kênh tiếng Tây Ban Nha
Năm 1992, Meloni gia nhập Mặt trận Thanh niên, vốn là cánh thanh niên của Phong trào Xã hội Ý (MSI), một chính đảng tân-phát xít được thành lập vào năm 1946 bởi những người theo chủ nghĩa phát xít Ý. Bà sau đó trở thành lãnh đạo quốc gia của phong trào Sinh viên Hành động trực thuộc Đảng Liên Minh Quốc gia (AN), một chính đảng hậu phát-xít đã kế thừa lập pháp MSI vào năm 1995 song đã ngả về chủ nghĩa bảo thủ dân tộc. Bà trở thành ủy viên hội đồng tỉnh Roma từ năm 1998 đến năm 2002, sau đó sang làm chủ tịch Thanh niên Hành động, cánh thanh niên của AN. Năm 2008, bà được bổ nhiệm làm Bộ trưởng Thanh niên Ý trong nội các của chính phủ Berlusconi lần bốn tới năm 2011. Năm 2012, bà đồng sáng lập Đảng FdI (kế thừa hợp pháp AN) và trở thành chủ tịch của đảng này vào năm 2014. Bà tham gia tranh cử trong cuộc bầu cử Nghị viện Châu Âu vào năm 2014 và cuộc bầu cử đô thị Roma vào năm 2016. Sau cuộc tổng tuyển cử Ý 2018, bà dẫn dắt FdI với vai trò đối lập trong cơ quan lập pháp Ý khóa 18. FdI dần chiếm được cảm tình của người dân, nhất là trong đợt đại dịch COVID-19 khi Nội các Draghi nắm quyền, một chỉnh phủ đơn nhất quốc gia mà trong đó FdI là đảng đối lập duy nhất. Theo sau sự sụp đổ của chính phủ Draghi, FdI chiến thắng cuộc tổng tuyển cử Ý 2022.
Với ý thức hệ dân túy chủ nghĩa hữu khuynh và dân tộc chủ nghĩa, lập trường chính trị của Meloni thường được gán mác là cực hữu. Bà tự nhận là một Kitô hữu bảo thủ, và tuyên bố khẩu ngữ của mình là "Chúa, tổ quốc, và gia đình". Meloni phản đối an tử, hôn nhân đồng giới, và giáo dưỡng LGBT, theo đó cho rằng gia đình hạt nhân phải được cấu thành bởi một cặp cha-mẹ. Diễn ngôn Meloni thường vận dụng trong các bài phát biểu bao gồm: hùng biện dân tộc nữ quyền chủ nghĩa và phê phán chủ nghĩa toàn cầu. Meloni ủng hộ chính sách phong tỏa hải quân nhằm ngăn chặn dòng nhập cư ngoại quốc, và đã từng bị cáo buộc là có tư tưởng bài ngoại và bài Hồi giáo. Là một người ủng hộ NATO, Meloni có quan điểm hoài nghi châu Âu về Liên minh châu Âu và cũng từng ủng hộ việc cải thiện quan hệ với Nga trước khi nước này xâm lược Ukraina vào năm 2022, sau đó chuyển lập trường sang giúp đỡ Ukraina. Meloni đã nhiều lần bộc lộ những quan điểm trái chiều, ví dụ như vào năm 2020, khi bà khen ngợi Giorgio Almirante, một chánh văn phòng nội các dưới thời Cộng hòa Xã hội Ý của Mussolini. Dù vậy, Meloni nói rằng bà và đảng của bà lên án sự đàn áp dân chủ và bộ luật phân biệt chủng tộc Ý của chế độ phát xít. Năm 2022, Meloni được Forbes xếp hạng thứ bảy trong số 100 người phụ nữ quyền lực nhất thế giới.

## Sự nghiệp chính trị

### Bộ trưởng Thanh niên

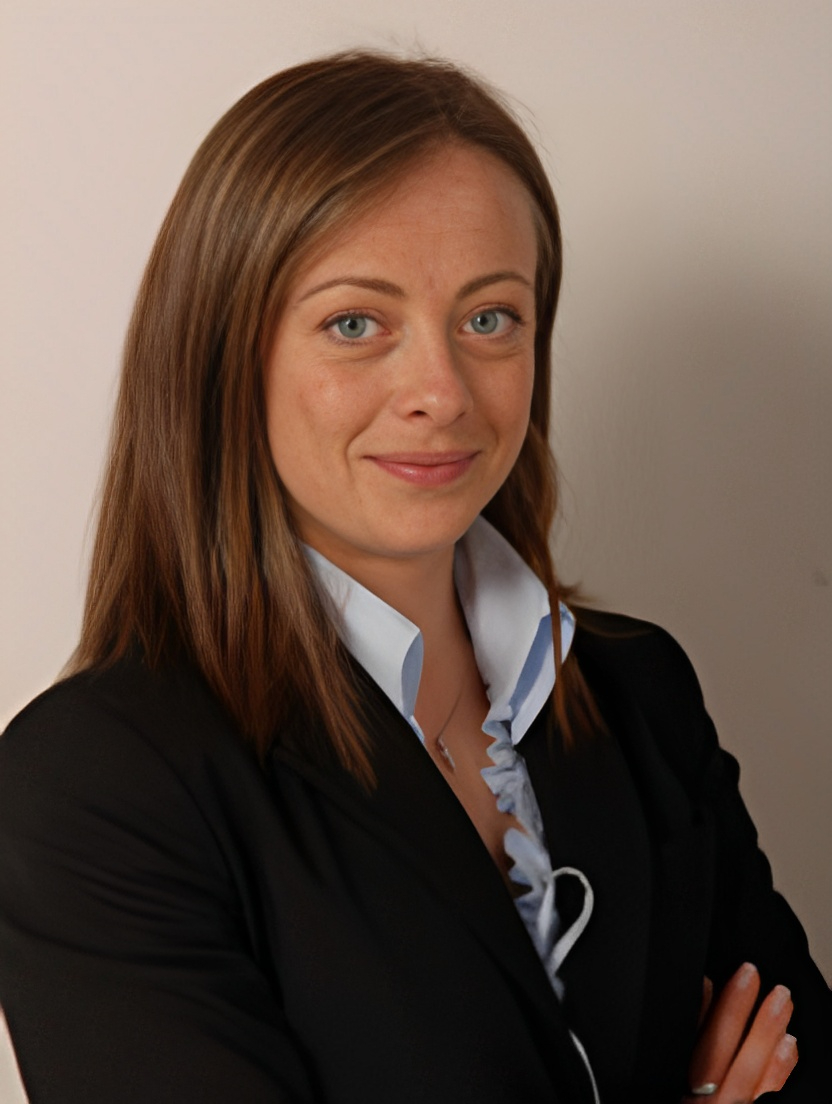
Chân dung Giorgia Meloni khi giữ chức MP năm 2008

Trong cuộc tổng tuyển cử Ý 2006, Meloni được bầu vào Hạ viện Ý với tư cách thành viên của Liên minh Quốc gia (AN), khiến bà trở thành phó chủ tịch trẻ nhất của cơ quan này tính đến nay. Cùng năm đó, bà bắt đầu công việc ký giả. Năm 2006, Meloni bênh vực cho bộ luật được thông qua bởi chính phủ Berlusconi lần ba, những điều khoản mà có lợi cho các công ty của thủ tướng kiêm trùm truyền thông Silvio Berlusconi, và cũng giúp làm trì hoãn phiên tòa đang diễn ra chống lại vị thủ tướng. Meloni phát biểu rằng "việc xem xét lại ngữ cảnh vấn đề là rất cần thiết. Đó là những điều luật được Silvio Berlusconi tạo ra cho bản thân ông ta. Song chúng đều là những điều luật hoàn toàn công bằng."
Năm 2008, khi 31 tuổi, bà được bổ nhiệm làm Bộ trưởng Thanh niên Ý trong chính phủ Berlusconi lần bốn, vị trí mà bà giữ đến ngày 16 tháng 11 năm 2011, khi Berlusconi bị ép phải từ chức theo sau một cuộc khủng hoảng tài chính và biểu tình công chúng. Bà là bộ trưởng trẻ thứ hai trong lịch sử nước Ý thống nhất. Tháng 8 năm 2008, bà khuyên các vận động viên Ý tẩy chay lễ khai mạc Thế vận hội Olympic Bắc Kinh nhằm tỏ ý phản đối chính sách của Trung Quốc đối với Tây Tạng, điều mà đã khiến Berlusconi và Ngoại trưởng Ý Franco Frattini chỉ trích bà kịch liệt. Năm 2009, đảng của bà hợp nhất với Forza Italia (FI) thành Đảng Nhân dân Tự do (PdL) và đảm nhiệm luôn chức chủ tịch cánh thanh niên thống nhất mới lập, có tên là Ý Trẻ. Cùng năm đó, bà đầu phiếu ủng hộ sắc luật chống an tử.

## Thủ tướng Ý

### Thành lập chính phủ

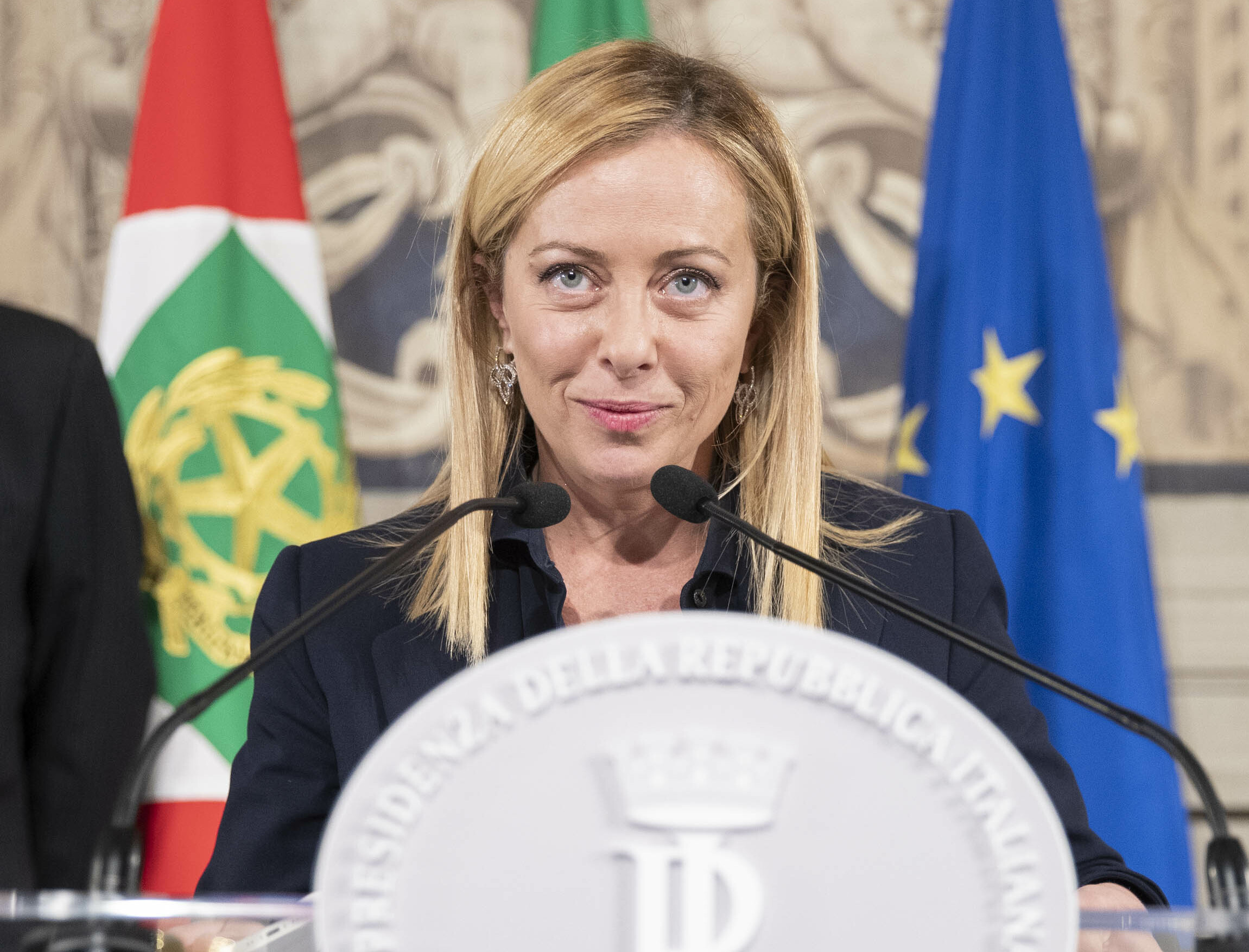
Meloni phát biểu chấp nhận công tác thành lập một chính phủ mới

Ngay sau cuộc họp đầu tiên theo hiến pháp mới, căng thẳng bắt đầu dâng lên bên trong liên minh trung hữu. Ngày 13 tháng 10, Berlusconi từ chối ủng hộ Ignazio La Russa, ứng cử viên FdI cho chức Chủ tịch Thượng viện Ý. Ông chiến thắng với 116 phiếu thuận trên tổng số 206 phiếu ở vòng đầu nhờ vào sự hậu thuẫn của các đảng đối lập chống liên minh trung hữu. Căng thẳng tiếp tục leo thang, nhất là giữa Berlusconi và Meloni; Berlusconi gièm pha Meloni là "kẻ cả, hách dịch, ngạo mạn ... [và] phản cảm" trong một loạt các ghi chú ở Thượng viện. Trong những ngày tiếp theo, sau các cuộc họp giữa các vị lãnh đạo của nhiều đảng phái, căng thẳng đã phần nào hạ nhiệt và liên minh trung hữu chấp thuận việc thành lập một nội các mới.
Ngày 20 tháng 10, Tổng thống Sergio Mattarella và các đảng phái bắt đầu hội đàm chính thức. Vào ngày tiếp theo, các đại biểu của FdI, Đảng Liên minh, FI và Civici d'Italia - Noi Moderati - MAIE trình báo cho Mattarella rằng họ đã đi đến thỏa thuận nhằm lập ra một chính phủ liên hiệp với Meloni làm Thủ tướng. Vào buổi chiều, Mattarella triệu Meloni tới Cung điện Quirinale, yêu cầu bà lập ra chính phủ mới. Bà chấp nhận công tác và thông báo các thành viên nội các của mình trong cùng ngày, chính thức nhậm chức vào ngày 22 tháng 10. Meloni là người phụ nữ đầu tiên giữ cương vị Thủ tướng Ý.
Ngày 25 tháng 10, Meloni đọc diễn văn nhậm chức trước Hạ viện Ý và chứng kiến buổi biểu quyết tín nhiệm nội các của mình. Trong bài diễn văn, Meloni nhấn mạnh trọng trách của mình trên tư cách người phụ nữ đầu tiên giữ cương vị thủ tướng Ý, đồng thời gửi những lời cảm ơn chân thành đến những người phụ nữ Ý như Tina Anselmi, Samantha Cristoforetti, Grazia Deledda, Oriana Fallaci, Nilde Iotti, Rita Levi-Montalcini và Maria Montessori, "những tấm gương mà đã giúp bắc chiếc thang cho phép tôi leo lên cương vị này và phá vỡ tấm kính trần áp đặt lên đầu chúng ta". Chính phủ Meloni chiến thắng biểu quyết tín nhiệm với lực lượng đa số chấp nhận được trong lưỡng viện.

### Chính sách đối nội

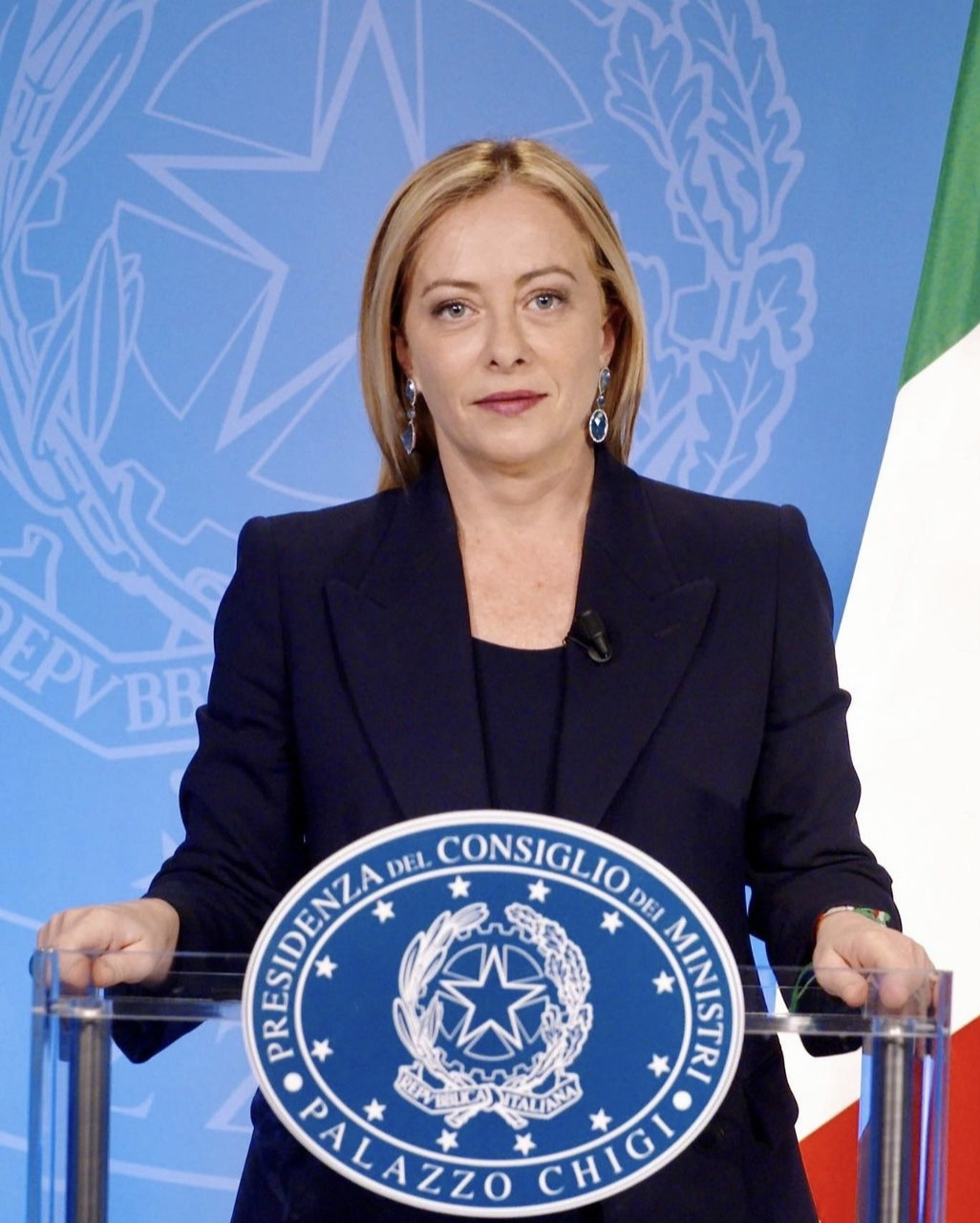
Meloni trong một buổi họp báo năm 2022

Chính phủ mới ngay lập tức đề ra các biện pháp liên quan đến dịch COVID-19; theo đó bắt đầu loại bỏ hoàn toàn thẻ vắc-xin COVID-19, còn gọi là Thẻ Xanh ở Ý, và huy động cả các bác sĩ chưa tiêm phòng vào phục vụ. Ngày 31 tháng 10, chính phủ phê duyệt sắc lệnh phạt tù 6 năm đối với những cá nhân tổ chức tiệc tùng hoặc tụ tập đông người trái phép. Mặc dù chính thức được đặt ra nhằm kiểm soát các tiệc quẩy, luật chế tài cũng có thể được áp dụng cho bất kỳ trường hợp tụ họp nào mà chính quyền thấy nguy hiểm, khiến nó vấp phải nhiều chỉ trích, ví dụ như từ nhà luật học Vitalba Azzolini. Sắc lệnh này cũng châm ngòi cho các cuộc biểu tình của các đảng đối lập và các tổ chức quyền dân sự, thậm chí bị thử thách bởi Đảng FI. Theo tổ chức Ân xá Quốc tế, sắc lệnh "đã liều lĩnh ngầm phá hoại quyền được biểu tình hòa bình." Chính phủ Meloni bác bỏ những cáo buộc trên và thông báo là sẽ thực hiện một số thay đổi nhỏ đối với văn bản ở Nghị viện. Trong những tuần đầu đảm chức, Meloni đã thông qua các chính sách khắt khe hơn các chính phủ trước đối với nạn di cư bất hợp pháp.

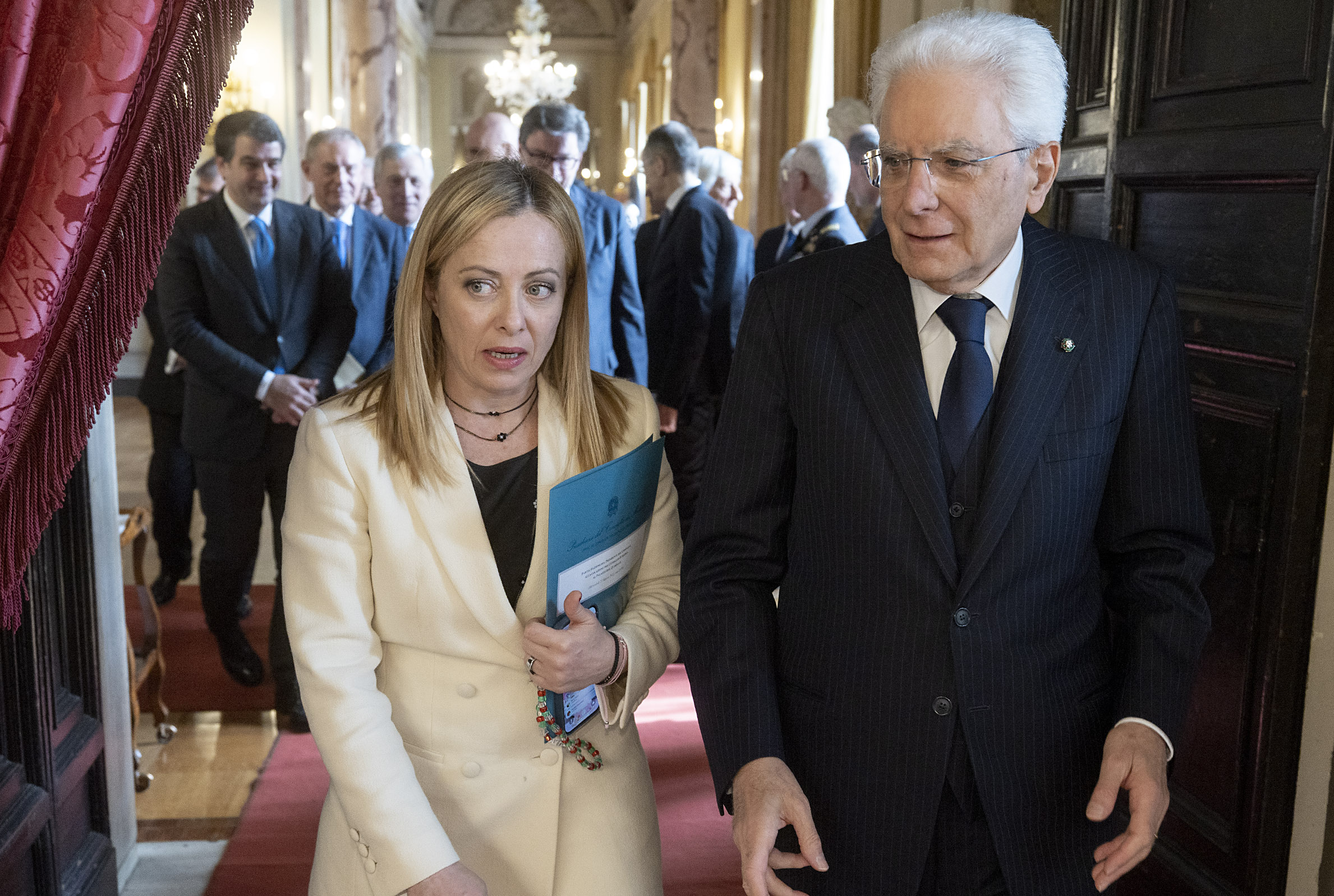
Giorgia Meloni cạnh Tổng thống Sergio Mattarella, tháng 3 năm 2023

Cuối tháng 12 năm 2022, Meloni tuyên bố rằng Bộ trưởng Cải cách Hiến pháp Elisabetta Casellati sẽ gặp mặt các lãnh đạo đảng đối lập để vạch ra lộ trình tiến tới một tổng thống chế.

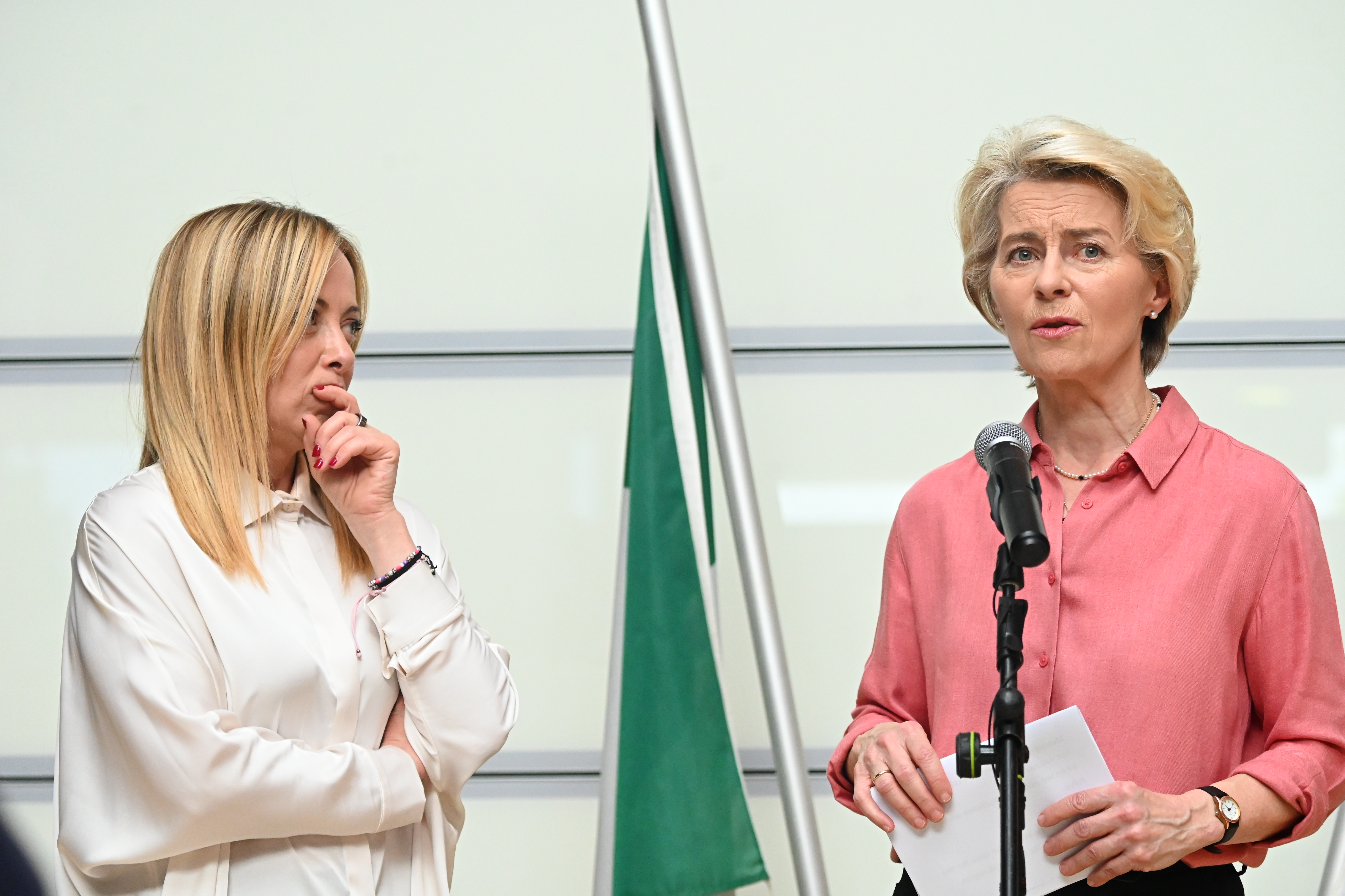
Meloni và Chủ tịch Ủy ban Châu Âu Ursula von der Leyen trong chuyến thăm vùng ngập lụt Emilia-Romagna năm 2023

## Lập trường chính trị
Các nhà quan sát cho rằng lập trường chính trị của Meloni là cực hữu; vào tháng 8 năm 2018, Friedel Taube viết trên tờ Deutsche Welle rằng "Giorgia Meloni có một lịch sử dài gắn bó với chính trị cực hữu." Tháng 7 năm 2022, trong cuộc phỏng vấn với Nicholas Farrell của tờ The Spectator, Meloni chối bỏ khẳng định bản thân có lập trường cực hữu, gọi những bình luận kiểu vậy là chiến dịch bôi nhọ, và cũng chia sẻ rằng triết gia bảo thủ người Anh Roger Scruton là một trong những nguồn cảm hững của bà. Bà cũng từng tự nhận là một người bảo thủ dòng chính. Thêm nữa, Meloni cũng được một số báo đài coi là một người cánh hữu cứng, dân túy hữu khuynh, và dân tộc chủ nghĩa.